# Antonio del Giudice
Antonio del Giudice (ur. 16 kwietnia 1913 w Casorii, zm. 20 sierpnia 1982) – włoski duchowny rzymskokatolicki, arcybiskup, dyplomata papieski.

## Biografia
22 lutego 1936 otrzymał święcenia prezbiteriatu i został kapłanem diecezji Andria.
18 kwietnia 1962 papież Jan XXIII mianował go delegatem apostolskim w Korei oraz arcybiskupem tytularnym hierapolitańskim. 29 czerwca 1962 przyjął sakrę biskupią z rąk sekretarza stanu kard. Amleto Giovanniego Cicognaniego. Współkonsekratorami byli biskup pomocniczy Neapolu Paolo Savino oraz biskup Telese i Cerreto Sannita Felice Leonardo.
31 grudnia 1963, po nawiązaniu pełnych stosunków dyplomatycznych pomiędzy Stolicą Apostolską a Koreą Południową, został internuncjuszem apostolskim w Korei Południowej, a 5 września 1966 pronuncjuszem apostolskim w Korei Południowej. Jako ojciec soborowy wziął udział w soborze watykańskim II (z wyjątkiem czwartej sesji).
19 sierpnia 1967 papież Paweł VI przeniósł go na urząd nuncjusza apostolskiego na Dominikanie oraz delegata apostolskiego na Portoryko. 2 grudnia 1970 został wyznaczony nuncjuszem apostolskim w Wenezueli, a 18 grudnia 1974 nuncjuszem apostolskim na Malcie.
22 grudnia 1978 papież Jan Paweł II przeniósł go na stanowisko pronuncjusza apostolskiego w Iraku. Jednocześnie został akredytowany w Kuwejcie. Urzędy te pełnił do śmierci 20 sierpnia 1982.